# Serie Mundial Amateur de Béisbol de 1973 (FIBA)
La XXI Serie Mundial Amateur de Béisbol FIBA se llevó a cabo en Cuba del 25 de noviembre al 9 de diciembre de 1973. Fue organizado por la FIBA paralela con la Serie Mundial Amateur de Béisbol de 1973 (FEMBA) debido a la separación de las dos entidades rectoras del béisbol internacional. Disputado por 7 equipos de América y uno de Europa.

## Hechos destacados
- Fermín Laffita anotó dos jonrones en una misma entrada frente a México.

## Ronda Única
| Posición | Equipo                | Ganados | Perdidos |
| -------- | --------------------- | ------- | -------- |
| 1        | Cuba                  | 14      | 0        |
| 2        | Puerto Rico           | 10      | 3        |
| 3        | Venezuela             | 10      | 4        |
| 4        | República Dominicana  | 7       | 6        |
| 5        | Panamá                | 6       | 8        |
| 6        | México                | 5       | 9        |
| 7        | Antillas Neerlandesas | 3       | 11       |
| 8        | Países Bajos          | 0       | 14       |

| Cuba                 |
| Campeón Cuba         |
| Décimo tercer título |